# Pétrolier

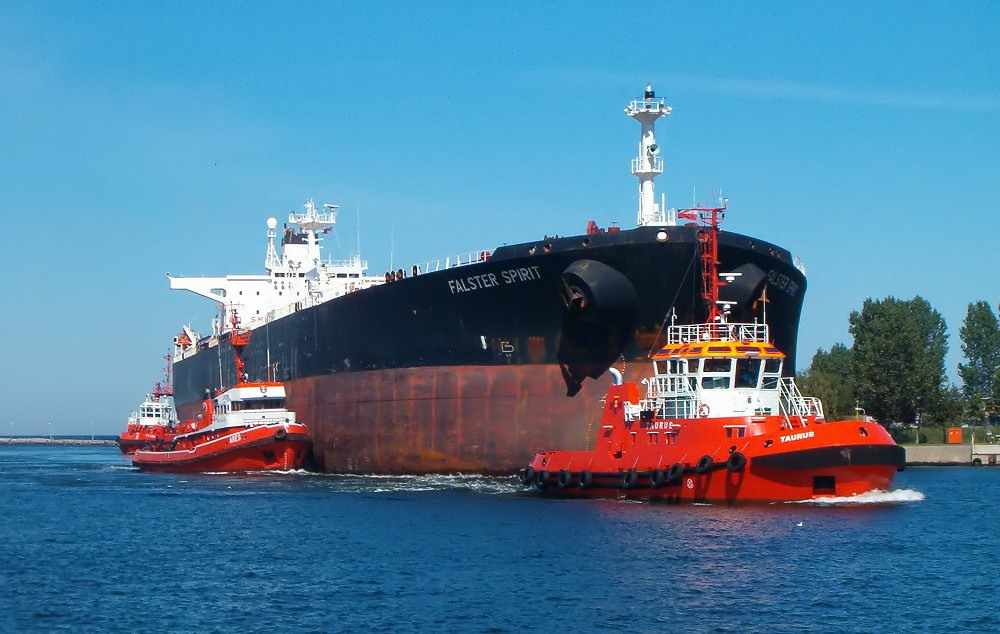
Superpétrolier arrivant à vide au port de Gdańsk.

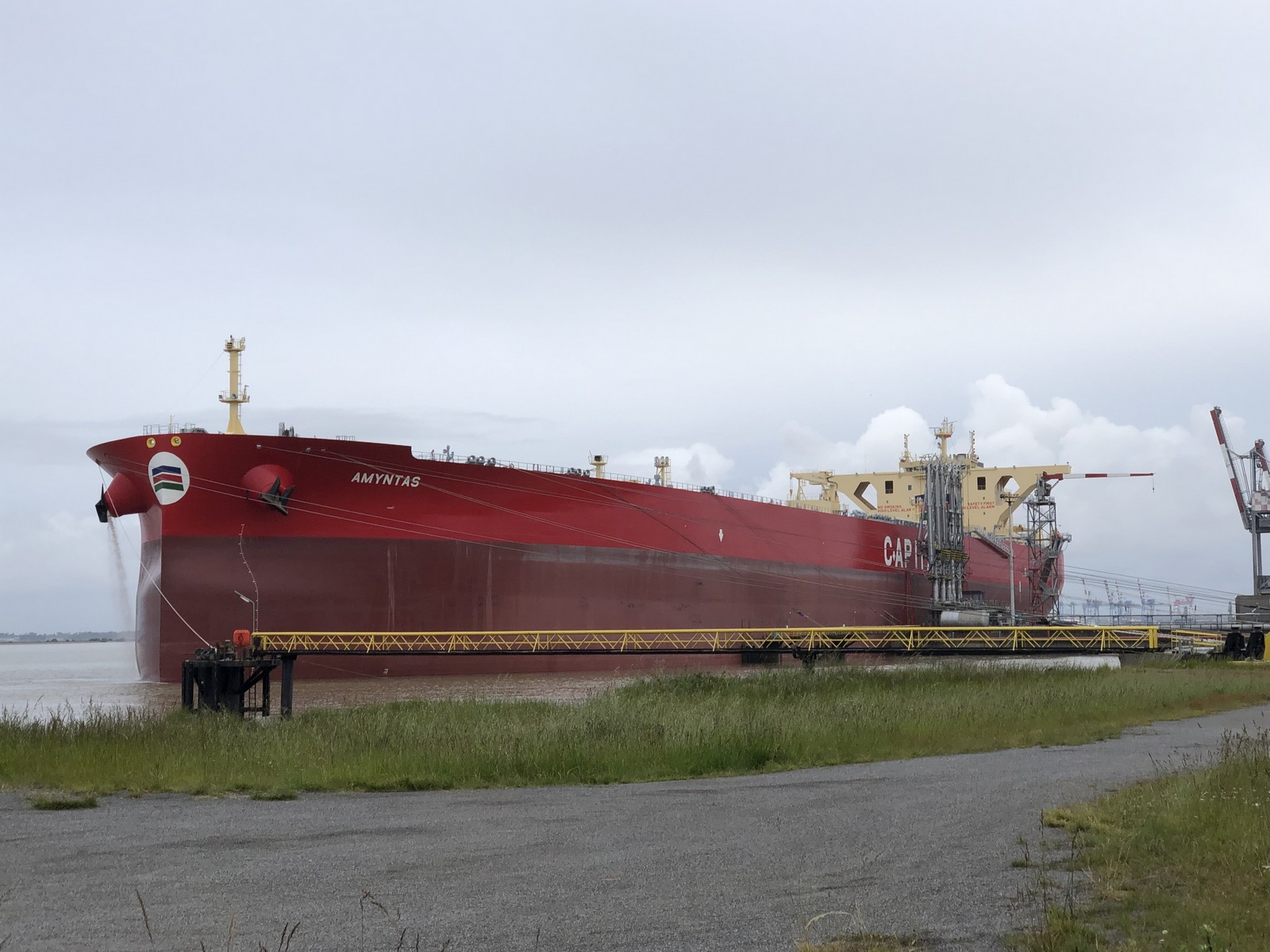
AMYNTAS, pétrolier VLCC mis en service début 2019 à Donges / Saint-Nazaire.

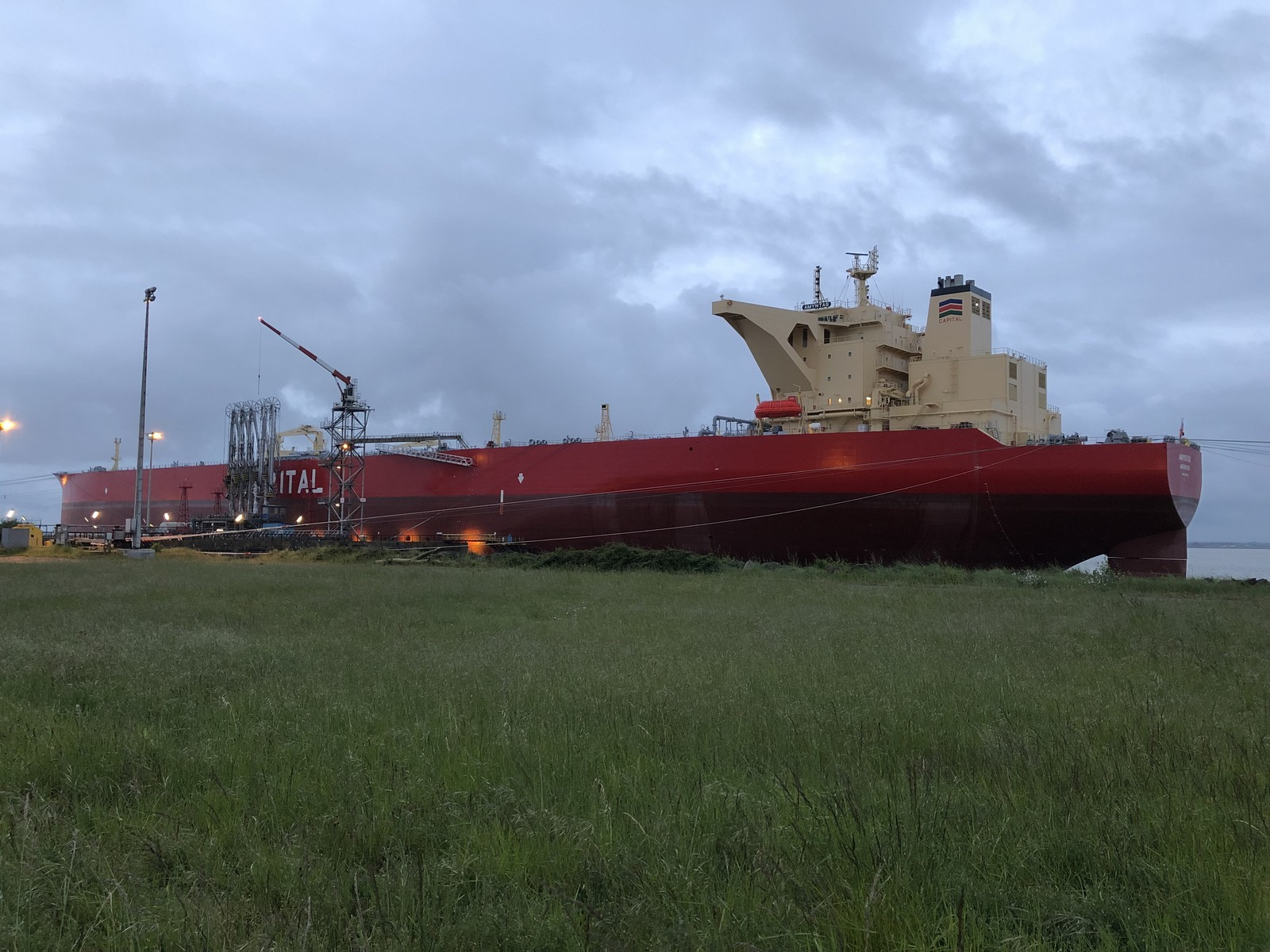
AMYNTAS, vue arrière.

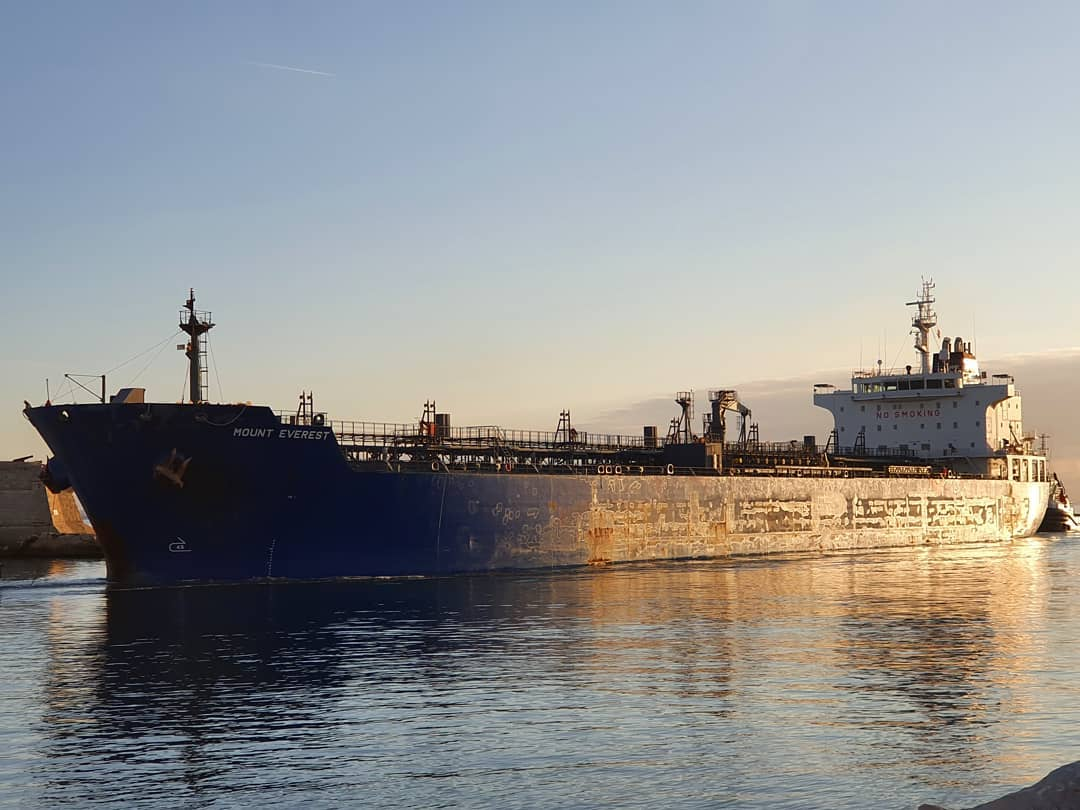
Le Mount Everest, arrive pour décharger au port de Lavera.

Un pétrolier est un navire-citerne servant à transporter le pétrole ainsi que ses dérivés (essence). Pour le transport d'autres liquides, les navires ont d'autres appellations : les méthaniers qui transportent le gaz naturel, les butaniers qui transportent le butane, les chimiquiers pour le transport de produits chimiques. On les nomme également tankers (en anglais : oil tankers, littéralement « navires-citernes à pétrole »), ou supertankers pour les plus grands.
Au 1er septembre 2013, MarineTraffic, la base de données maritime recensait 17 475 tankers en activité dans le monde.

## Histoire

### Premiers essais
Le transport de pétrole sur un navire remonte à la civilisation grecque et les « bateaux à feux », vers −670 ; toutefois, le pétrole était utilisé comme une arme et non comme une marchandise. Au XVIIIe siècle, en Chine, des jonques en transportaient aussi en vrac, certaines étant prévues à l'origine pour transporter de l'eau. Vers la même époque, les Perses en transportaient sur la mer Caspienne, les Russes sur la Volga et les Birmans sur l'Irrawaddy.
Cependant, c’est avec le développement du transport transatlantique que le navire pétrolier proprement dit apparaît.

### Les débuts (1859-1900)
Le début du transport du pétrole sur l'eau remonte au XIXe siècle, avec le percement d'un des premiers puits en Pennsylvanie, aux États-Unis, en 1859 : les barils sont alors transportés sur des barges le long de la rivière Allegheny, puis par chemin de fer. La demande commence alors à venir de l'Europe et la nécessité de navires pouvant transporter le pétrole en sécurité se fait sentir. La difficulté est alors d'autant plus grande qu'il s'agit d'un marché instable, aux prix fluctuants.
En 1864, à peine cinq ans après, environ 100 000 tonnes par an sont exportées vers l'Europe. Ne voulant pas prendre trop de risques, les armateurs préfèrent le transport en barils ou en bidons, sur des voiliers, les navires à vapeur étant encore chers. Les barils risquant de fuir, ils sont entreposés à l'avant pour éviter la contamination du reste du cargo. Les barils étant aussi longs à charger et décharger, susceptibles de s'enflammer, prenant de la place au détriment du pétrole lui-même, ils ne représentent pas une bonne solution.
Différentes idées apparaissent vers 1865 pour stocker le pétrole en vrac. L'idée est de pomper le pétrole dans de grandes cuves intégrées au navire, au lieu de le charger par petites quantités. Les premiers essais sont peu concluants, comme pour la Fanny française qui part de Philadelphie en 1880 pour ne pas arriver, avec un chargement de brut stocké à même la coque. Ce n'est qu'au XXe siècle que les coques en acier seront utilisées pour le transport direct de pétrole.

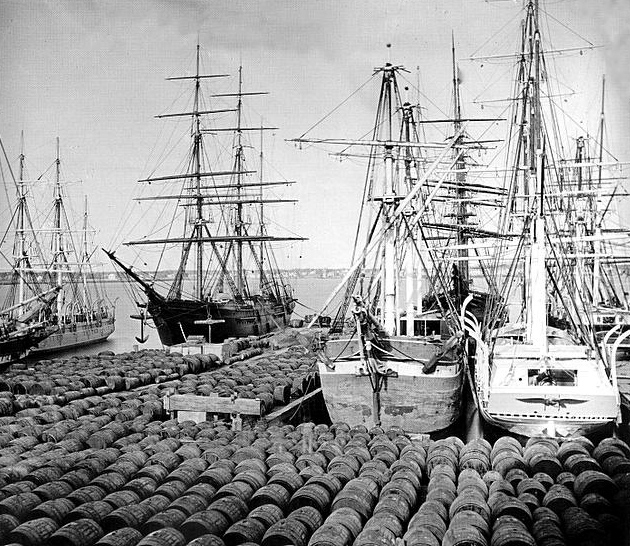
LElizabeth Watts, en novembre 1861 dans le port de Philadelphie, avant le chargement des 1329 barils de pétrole.

Un compromis entre le stockage à même la coque et les barils est alors trouvé grâce à un système de réservoirs métalliques : si les réservoirs viennent à fuir, la coque peut encore contenir le liquide, mais elle n'a plus à souffrir de contraintes supplémentaires. Le premier de ces navires est probablement l’Elizabeth Watts anglais de 1861. Mais ces navires présentent un risque élevé de feu, puisque les espaces entre les citernes et la coque sont difficiles d'accès, les vapeurs peuvent s'y concentrer et mener à la catastrophe. En 1885, on ne dénombre que 10 navires de ce type. En 1888, le Ville de Dieppe, construit à Southampton pour l'armateur Robbe et Cie est le premier navire de ce type à battre pavillon français. En 1892 le premier pétrolier à franchir le canal de Suez est le SS Murex, affrété par la compagnie qui allait constituer le groupe Shell quelques années plus tard.
C'est à Bakou en Russie (actuellement en Azerbaïdjan) que le premier pétrolier à vapeur fait son apparition en 1878 : le Zoraster, qui brûle d'ailleurs du fioul lourd et non pas du charbon. D'autres améliorations incluent des citernes sur les ponts intermédiaires, et une forme de coque différente, liée aussi au calme de la mer Caspienne par rapport à l'Atlantique.
Au début des années 1890, l'arrivée de pipelines accroît le trafic du pétrole dans le nord-est américain, et ainsi la demande pour un meilleur trafic sur l'Atlantique : d'anciens voiliers sont reconvertis par l'ajout de citernes et de « cofferdams », longues cloisons étanches permettant de contenir les fuites. Les coques métalliques apparaissent en 1896, l'acier supplante le fer 4 ans plus tard. La voile est elle aussi peu à peu remplacée par la vapeur, car les nouvelles formes de coque présentent une mauvaise manœuvrabilité sous voiles. Controversé, ce changement s'imposera tout de même rapidement grâce à la Grande-Bretagne.

### La révolution duGluckhauf
Afin de contrer les dangers présents lors du transport du pétrole par voie maritime, un navire spécialement étudié dans ce but voit le jour en 1886 : le Glückauf (en), construit par le chantier naval Armstrong & Mitchell à Newcastle upon Tyne (Angleterre). Il a une capacité de 3 500 tonnes, 14 citernes, une longueur hors tout d'environ 90 mètres, et un tirant d'eau d'environ 9 mètres. Son moteur à triple expansion est situé à l'arrière, et sa passerelle au milieu. Son voyage d'essai se déroula en 1886. Il représente une évolution dans le domaine maritime car avant cette date, le transport était limité à des tonneaux contenant du pétrole mais dès l'arrivée du Gluckhauf le pétrole était directement pompé vers les citernes. Il stocke le pétrole à même la coque entièrement rivetée, ce qui a réduit les risques en maximisant l'espace disponible.
Il déclenche à son arrivée à New York une protestation des dockers, qui s'inquiètent légitimement de son système de chargement du pétrole par pompes, craignant qu'ils ne soient ainsi remplacés par la machine. Il doit de ce fait ravitailler à St John. Il reçoit aussi le surnom de Fleigauf, soit « explosif ». En 1893 le Gluckhauf se trouve dans une position incertaine, et une mauvaise visibilité, à cause d'une brume très forte, qui a influé sur la manœuvre du navire et fait s'échouer dans l'île de Fire Island ; malheureusement le navire était sans ballast ce qui a créé une impossibilité de le déséchouer.

### État en 1900
À la fin du XIXe siècle, la principale route reste la traversée transatlantique, sur laquelle environ 300 000 tonnes sont transportées par an ; mais les routes de la mer Caspienne et de la Méditerranée se sont développées plus rapidement, passant respectivement de 50 000 à 180 000 tonnes et de 20 000 à 190 000 tonnes par an entre 1885 et 1900. Le pétrole reste cependant une source d'énergie peu importante.
La flotte atlantique est composée d'environ 80 navires, plus de trois quarts d'entre eux étant des vapeurs, tandis que sur la Méditerranée, tous les voiliers ont été remplacés par des vapeurs. Sur les autres routes, les pétroliers sont encore rares et le brut est en général transporté sur des cargos conventionnels. La flotte mondiale atteint 109 navires d'une capacité moyenne de 4 900 tonnes, soit 500 000 tonnes au total, la taille d'un pétrolier géant de 1970.
La flotte britannique est encore la plus importante, formant 56 % de la flotte mondiale, suivie par l'Allemagne (15 %), les Pays-Bas (8 %) et les États-Unis (3 %). L'Europe domine largement le tableau, notamment par les compagnies Anglo America Oil Co. Ltd anglaise et Deutsch-Amerikanisch Petroleum Ges allemande. La plupart des navires construits en Europe sont contrôlés par le « Standard » : le Standard Group, au pouvoir impressionnant, et qui limite en partie l'expansion du marché du pétrole sur les mers par sa mainmise.

### Développement (1900-1938)
Durant la période 1900 à 1938, le monde du transport pétrolier est marqué par l'émergence des États-Unis comme leader mondial, la restructuration du marché face à la forte hausse de la demande, et l'évolution majeure de la forme de la coque des pétroliers.
La domination des États-Unis sur le marché s'installe à partir des années 1920, quand la consommation de produits pétroliers commence à remplacer sérieusement celle du charbon. Ce changement intervient d'abord sur le continent nord-américain, vers lequel est alors dirigé la majeure partie de la production mondiale, en particulier celle du Venezuela. C'est l'Amérique qui a alors la principale influence sur la conception des pétroliers. En Europe, la Première Guerre mondiale détruit une bonne partie de la richesse et empêche une croissance similaire à celle des États-Unis. De plus, la révolution soviétique de 1917 entraîne la nationalisation des ressources pétrolifères de Bakou, réservées quasiment exclusivement à l'URSS.
La production mondiale annuelle passe de 20 millions de tonnes en 1900 à 273 millions de tonnes en 1938, en hausse constante malgré une légère récession en 1929 à la suite du krach boursier. En 1925, l'Amérique représente 85 % du marché, et encore 80 % en 1938.
Toutefois la France reste encore à la pointe de la technogie pour le transport du pétrole brut avec le lancement de pétroliers « géants » : le Saint-Boniface en 1922, le Marguerite-Finaly au début de la décennie 1930 et l'Émile-Miguet en 1937 (ce dernier fait 176 mètres de long et a un tirant d'eau de 9,75 mètres, mais il est coulé par le sous-marin allemand U-48 le 12 octobre 1939 alors qu'il revenait de Corpus Christi).

### L'âge du supertanker (1938-1984)

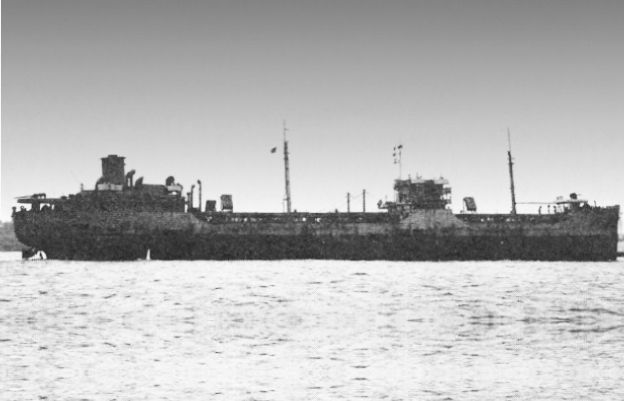
Le pétrolier T2 SS Fort Lee, un des plus rapides parmi les 800 pétroliers construits par les États-Unis durant la Seconde Guerre mondiale.

Une étape importante est franchie avec le lancement du premier supertanker: l'Ariston. Il est construit en Suède, par les chantiers Götaverken, sur une commande de l'armateur Aristote Onassis. C’est un navire hors-normes par sa taille, puisqu’il jauge 15 000 tonnes, alors que le standard de l’époque oscille entre 9 et 12 000 tonnes. Les aménagements destinés à l’équipage surprennent par leur confort et leur sécurité. Il a coûté 800 000 USD de l'époque. L’Ariston est suivi par deux autres navires similaires : l’Aristophane et le Buenos Aires, toujours pour le compte d'Aristote Onassis.
La fermeture du canal de Suez, après la guerre des Six Jours en 1967, provoque une course au gigantisme. D'une part, les pétroliers venant du golfe Persique doivent maintenant contourner l'Afrique pour rejoindre l'Europe, d'autre part ils ne sont plus assujettis au gabarit du canal, ce qui conduit à la production de navire toujours plus gros, tels les Ultra Large Crude Carriers (ULCC) : le Batillus et ses trois jumeaux (le  Bellamya, le Pierre Guillaumat et le Prairial, construits aux Chantiers de l'Atlantique à Saint-Nazaire, les deux premiers pour la compagnie Shell, les deux derniers cités pour la Compagnie nationale de navigation. Ce sont les 4 plus grands navires construits au monde à ce jour (plus de 500 000 tonnes de port en lourd, 410 mètres de long, 63 mètres de largeur). Un seul navire les a dépassés, le Jahre Viking a atteint 564 000 tonnes, mais à la suite d'une jumboïsation car il ne faisait initialement que 429 000 tonnes.

## Routes utilisées
Les principales routes utilisées sont celles menant des champs pétrolifères (golfe persique, golfe de Guinée, mer du Nord, Alaska et Venezuela) jusqu'aux principaux pays utilisateurs (Europe, États-Unis, Japon). Parmi les points principaux de transit, on peut citer le canal de Suez, le détroit de Malacca et le cap de Bonne-Espérance ; le canal de Panama est moins employé, non seulement en raison de sa largeur limitée, mais aussi de la limite de tirant d'eau qui affecte particulièrement les pétroliers.
Le gigantisme des navires impose aussi des restrictions d'emploi. Par exemple, les ULCC de la classe Batillus ne peuvent pas traverser le Pas de Calais à pleine charge à cause du phénomène de squat capable de faire talonner ces navires.

## Chargement et déchargement

### Chargement
Le liquide est pompé sur le navire par l'intermédiaire des connexions établies entre la citerne et les réservoirs à terre.
Le chargement d'un pétrolier se caractérise principalement par le pompage de la cargaison dans les citernes du navire. Quand le liquide pénètre dans le réservoir, les vapeurs émises à l'intérieur du réservoir doivent être expulsées. Selon les réglementations locales, les vapeurs peuvent être expulsées dans l'atmosphère ou renvoyées à la station de pompage au moyen d'une ligne de récupération des vapeurs. Il est également fréquent pour le navire de déplacer l'eau de ballast pendant le chargement afin de maintenir une assiette appropriée.
Le chargement commence lentement et à basse pression pour vérifier que le matériel fonctionne correctement et que les connexions sont sécurisées. Ensuite, une pression d'équilibre est atteinte et maintenue jusqu'à ce que les réservoirs soient presque pleins. Les citernes sont équipées de moyens pour mesurer le remplissage et il faut au moins deux moyens différents pour chaque citerne. Quand le pétrolier est plein, les membres d'équipage ferment les vannes pour réduire l'écoulement du produit et finalement arrêter l'écoulement du liquide.

### Déchargement
Le processus de déchargement du pétrolier est assez similaire au chargement. La première étape de l'opération est la même que celle du chargement (on fait les connexions avec les citernes à terre). Lorsque le transfert commence, on utilise les pompes pour déplacer le produit à terre. Comme dans le chargement, le transfert commence à basse pression pour vérifier que le matériel fonctionne correctement et que les connexions sont sécurisées. Ensuite, une pression d'équilibre est atteinte et maintenue au cours de l'opération. Pendant le pompage, les niveaux des réservoirs sont soigneusement surveillés aux endroits clés. Sous la direction de la personne responsable, les membres de l'équipage ouvrent et ferment les vannes pour diriger l'écoulement du produit et finalement arrêter l'écoulement du liquide quand les citernes sont entièrement vides.

## Architecture actuelle
On distingue communément les pétroliers à coque simple et les pétroliers à coque double. Ces derniers sont préférés de nos jours aux premiers car considérés plus sûrs. En effet, dans ce concept, les cales sont séparées du contact direct de la mer par une ceinture de ballasts. Un espace, en général de deux mètres, sépare ces deux coques. En cas d'avarie, le pétrole se déverse dans cette capacité et non dans la mer.

### Controverse sur les doubles coques

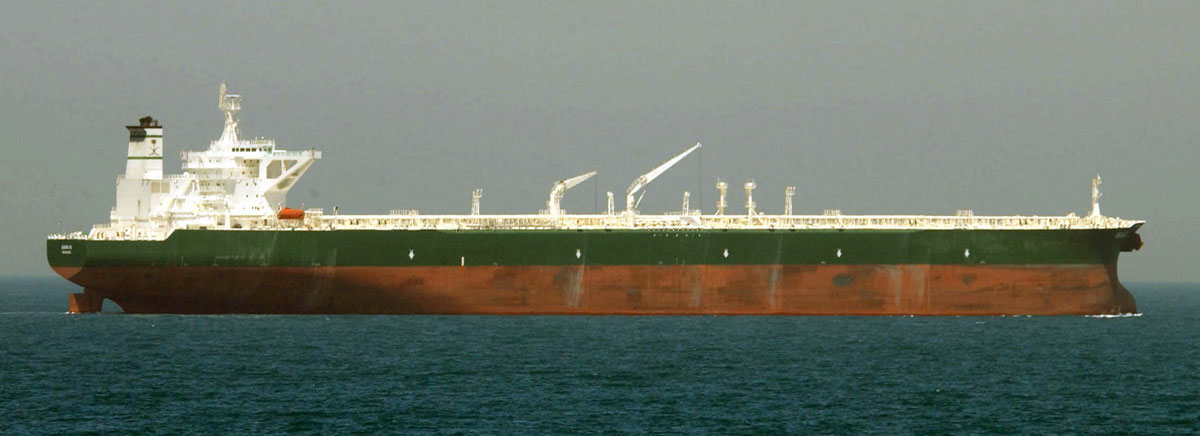
Le supertanker AbQaid.

Le principe de la double coque, quoique largement répandu, est aussi souvent critiqué. Les premières doubles coques étaient testées dès le XIXe siècle en Angleterre, mais ont été abandonnées, car la structure complexe des coques en bois faisaient courir le risque de créer une atmosphère explosive dans les espaces entre la coque et les cuves. Après l'accident de l’Exxon Valdez aux États-Unis, l’Oil Pollution Act, voté en 6 mois par le congrès américain, oblige le recours aux doubles fonds, sous peine d'inassurabilité du navire. Plus tard, c'est la double coque (c'est-à-dire double fond et double coque sur les flancs) qui est imposée.
Sous la pression des États-Unis, l'Organisation maritime internationale (OMI) rend obligatoire la double coque dans le cadre de la convention Marpol 73/78. Les navires pétroliers à simple coque seront interdits en 2015 en Europe[Passage à actualiser], à la suite des accidents traumatisants de l’Erika et du Prestige. Cependant, les doubles coques ont été souvent imposées par mimétisme plutôt que par choix réfléchi.[non neutre] Elles possèdent un certain nombre d'inconvénients :
- difficulté d'entretien : pour les marins, il est difficile de se glisser dans l'espace entre les coques, souvent déjà encombré par les renforts, or un mauvais entretien peut également mener à la catastrophe ;
- augmentation de poids ;
- augmentation de la taille du navire pour la même quantité transportée ;
- augmentation de la surface à protéger de la corrosion, d'où nécessité d'une meilleure qualité d'application, ainsi que d'inspections plus étendues ;
- augmentation de la surface à inspecter ;
- seule la zone cargaison est prévue pour être protégée par la double coque ;
- l'apparition de microfissures au niveau des cuves peut laisser échapper des hydrocarbures gazeux ; prisonnières du vide situé entre les deux parois, ces substances transformeraient le navire en « bombe flottante » ;
- un coût accru à la construction comme à l'entretien ;
- une grande difficulté à la construction, puisque les soudeurs doivent travailler au-dessus d'eux ;
- une efficacité non prouvée : dans le cas de nombreux accidents, une double coque n'aurait pas permis d'éviter le pire ; la faute revenant à une déficience de l'armateur (équipage de nationalité hétérogène ne se comprenant pas bien, veilles trop longues, méconnaissance des côtes…) plutôt qu'à un défaut matériel ;
- un traitement des conséquences au lieu de la maîtrise à l'amont de l'enchaînement des faits menant à la catastrophe. En effet, une analyse plus fine des causes des dernières marées noires montre qu'une redondance de la motorisation et des circuits essentiels à la sécurité aurait permis de conserver le contrôle du navire[6],[8].

Ainsi, l'imposition de la double coque peut donner un faux sentiment de sécurité tout en laissant circuler des navires dans un état d'entretien insuffisant. Par exemple, l'excellente tenue du Limburg lors de l'attentat du 6 octobre 2002 est due autant à son état neuf qu'à sa double coque.

### Types de pétroliers
On peut classer les pétroliers de diverses façons : soit selon leur taille, soit suivant le type de produits qu’ils transportent.
Selon les produits transportés, on trouve :
- les transporteurs de brut, qui transportent le pétrole brut des champs de production jusqu’aux raffineries, sur les grandes distances. Ce sont très souvent de très grands navires, dépassant 100 000 tonnes ;
- les transporteurs de produits raffinés, eux transportent le pétrole sorti des raffineries jusqu’aux consommateurs. Certains sont spécialisés dans le transport d'essences « propres » (kérosène, lubrifiants) et possèdent des pompes séparées suivant les produits ;
- d'autres transportent les produits « sales », comme les résidus du raffinage.

Par taille :
- les supertankers transportent les produits pétroliers sur de grandes distances ;
- les pétroliers classiques pour les moyennes distances ;
- les ravitailleurs et navires d'allègement : ils permettent de ravitailler les autres navires, ou d'alléger les pétroliers trop gros pour arriver à un certain terminal ; ils possèdent des équipements spéciaux permettant l'amarrage à couple et le transfert de pétrole, certains sont conçus pour s'approcher des plates-formes pétrolières ;
- les pétroliers côtiers transportent différents types de produits dans les estuaires et le long des côtes ; ils doivent avoir des dimensions limitées et une bonne manœuvrabilité pour pouvoir se glisser dans les passages étroits ;
- les barges particulièrement utilisées sur le continent nord-américain, où elles représentent environ 60 % du trafic intérieur de pétrole. Elles peuvent être poussées ou tirées par un remorqueur.

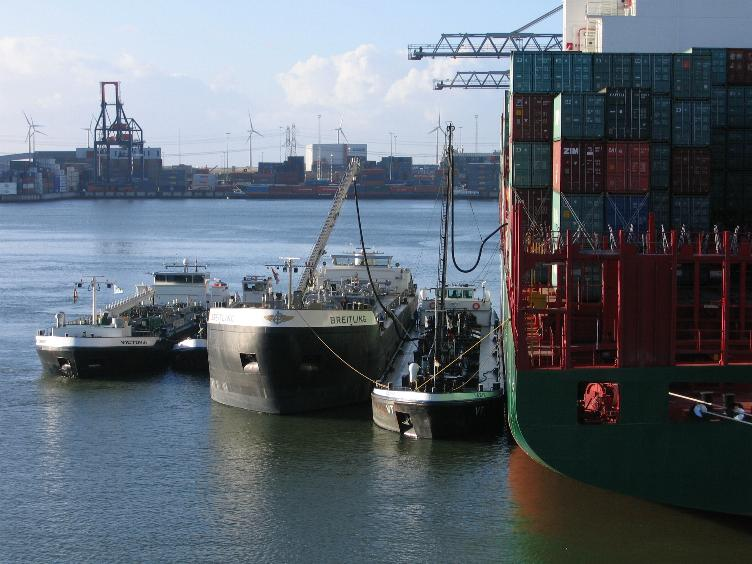
Ravitailleurs à couple d'un porte-conteneurs.
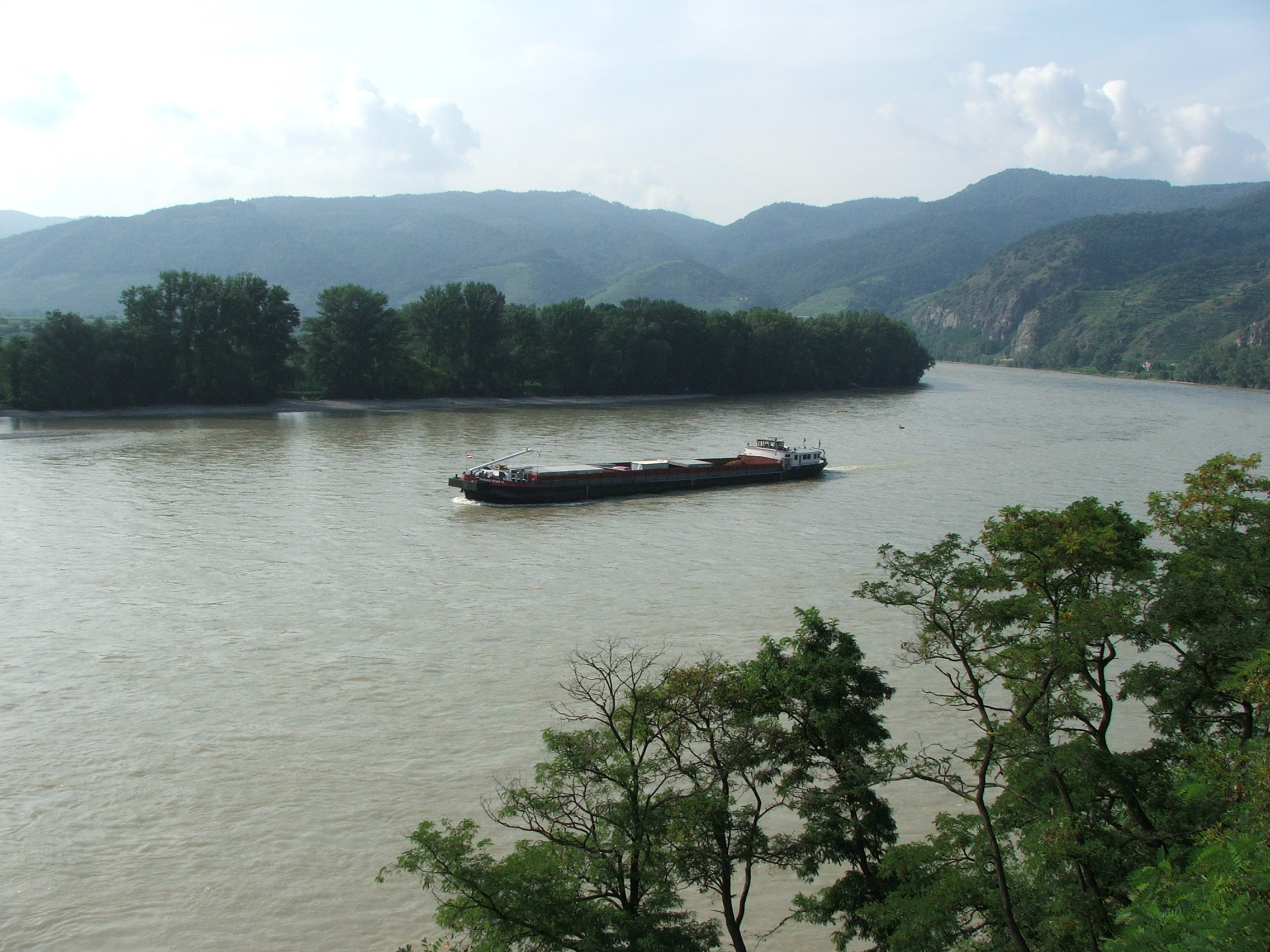
Barge pétrolière sur le Danube.
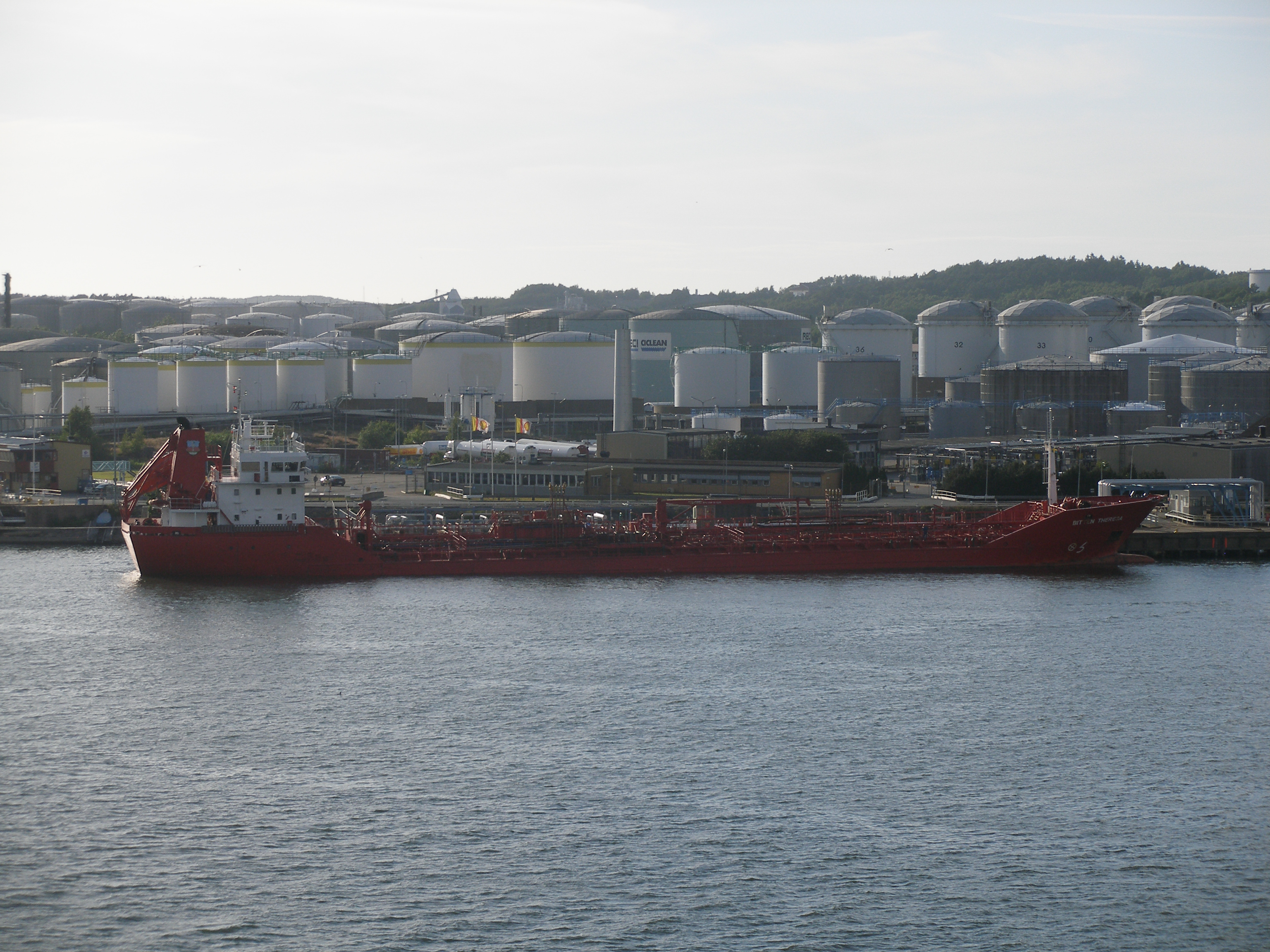
Le Bitten Theresa, pétrolier côtier.
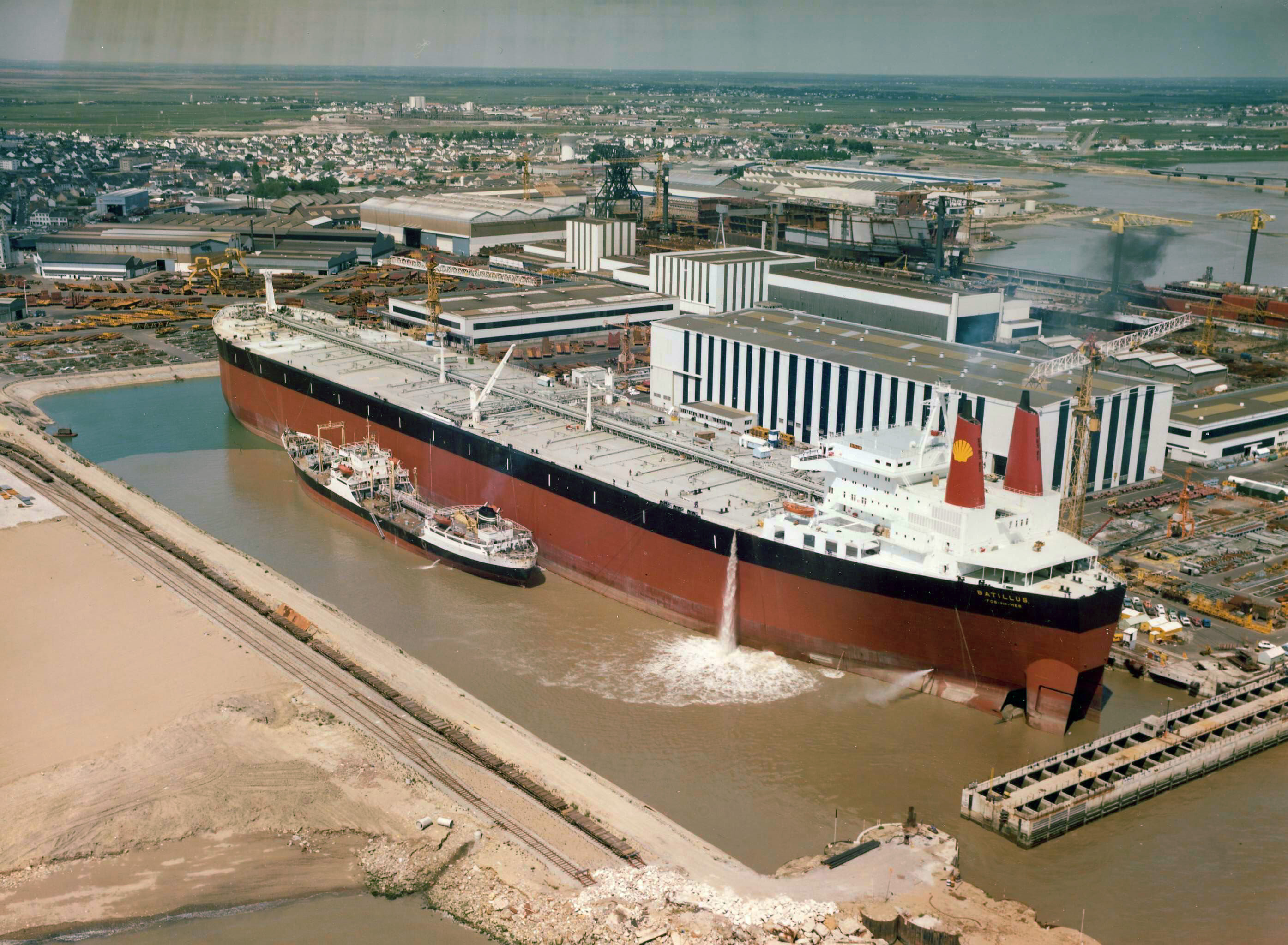
Le Batillus, géant des années 1970.

### Tailles

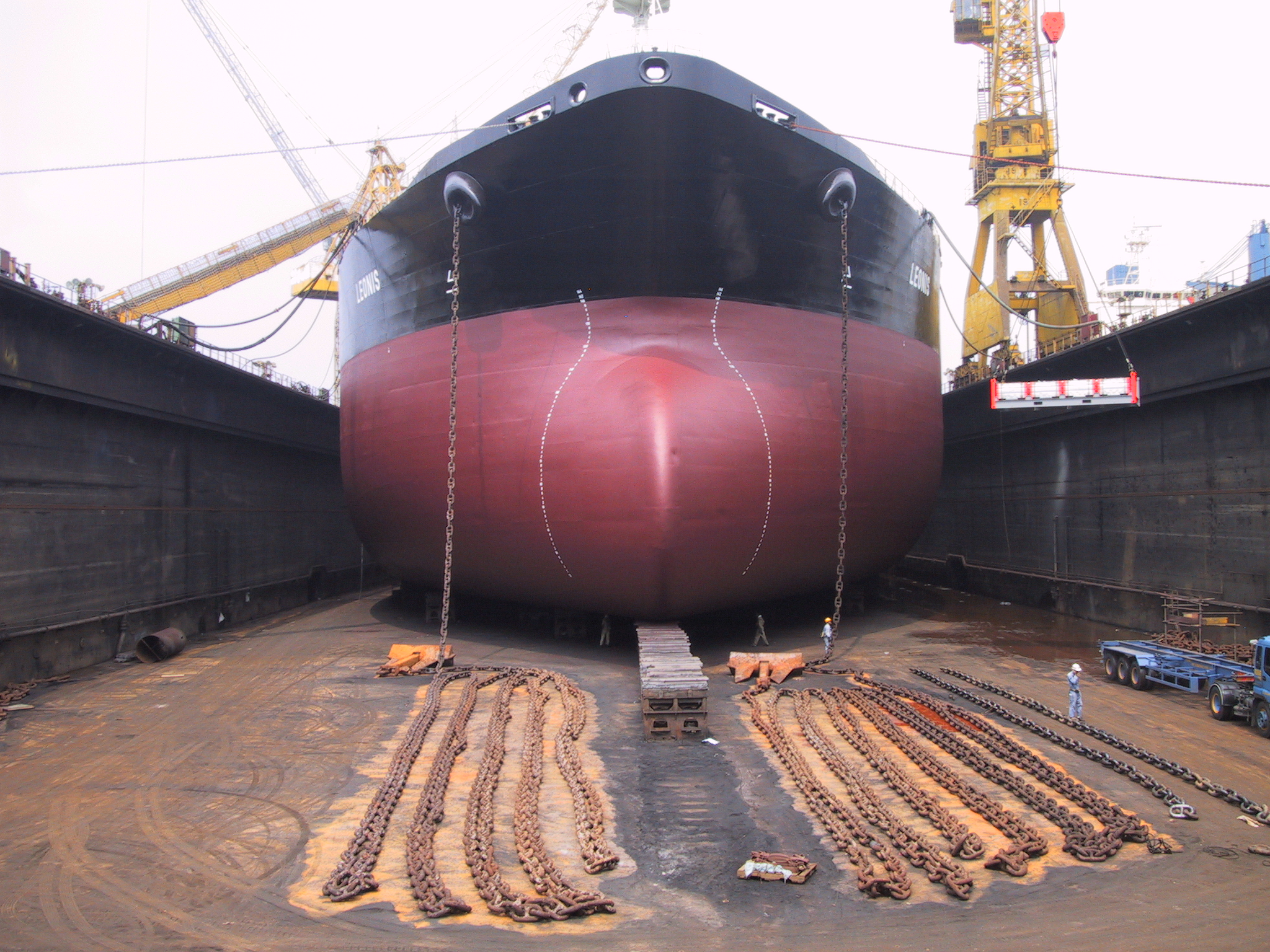
Le gigantisme est illustré en comparant la taille du navire avec celle des ouvriers en contrebas.

Les différentes tailles de pétroliers sont :
- les Jumbo de 5 000 tonnes des années 1950 ;
- les Panamax jusqu'à 79 000 tonnes, dans les années 1960 ;
- les Aframax entre 80 000 et 120 000 tonnes ;
- les Suezmax de 150 000 tonnes ;
- les Malaccamax de 300 000 tonnes de port en lourd ;
- les VLCC pour Very Large Crude Carriers, à partir de 200 000 tonnes, dès la fin des années 1960 ;
- les ULCC pour Ultra Large Crude Carriers, au-dessus de 300 000 tonnes, dans les années 1970. Les plus gros (550 000 tonnes de port en lourd) sont aussi les plus grandes structures mobiles construites par l'homme.

## Pétroliers et environnement

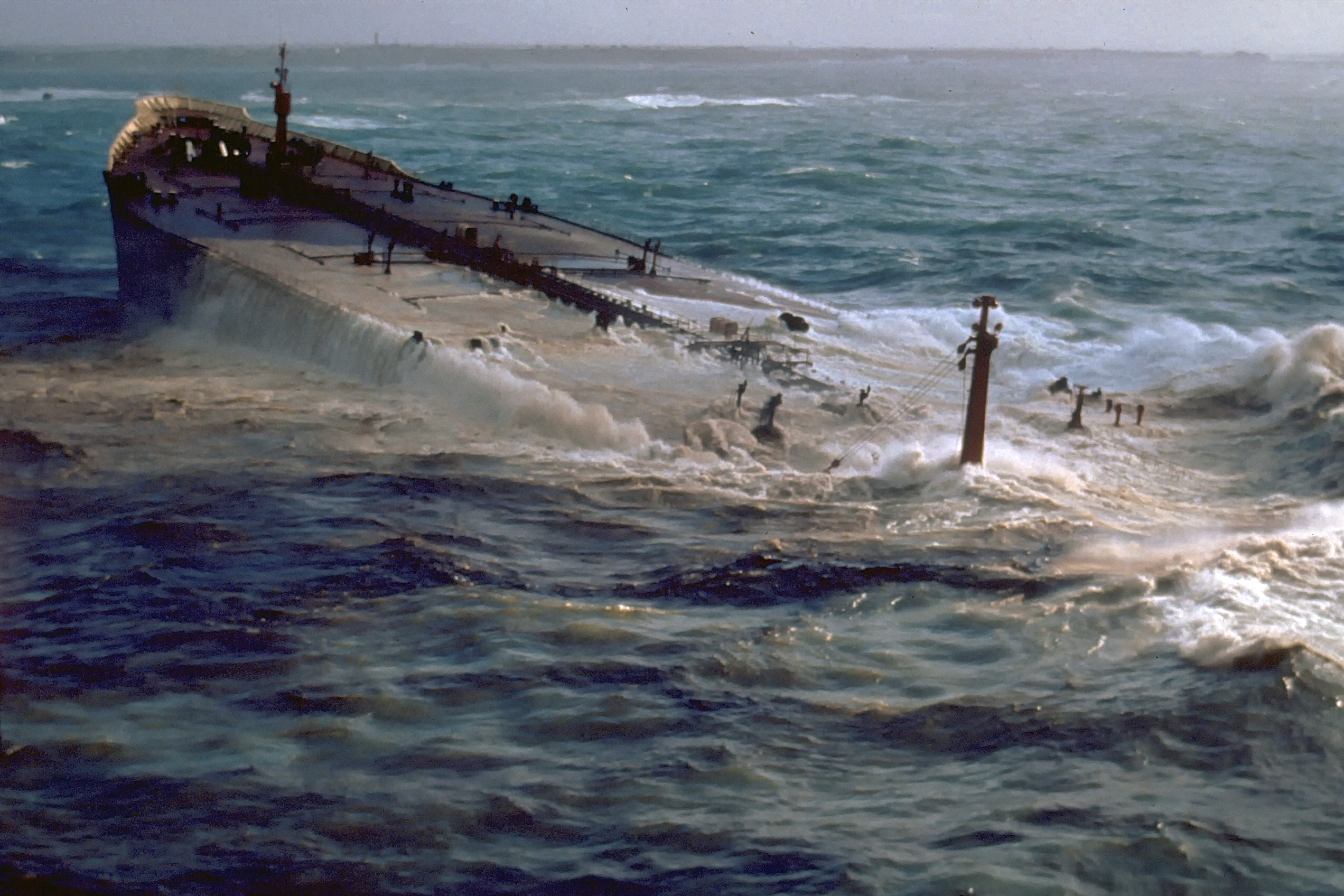
Naufrage de l’Amoco Cadiz.

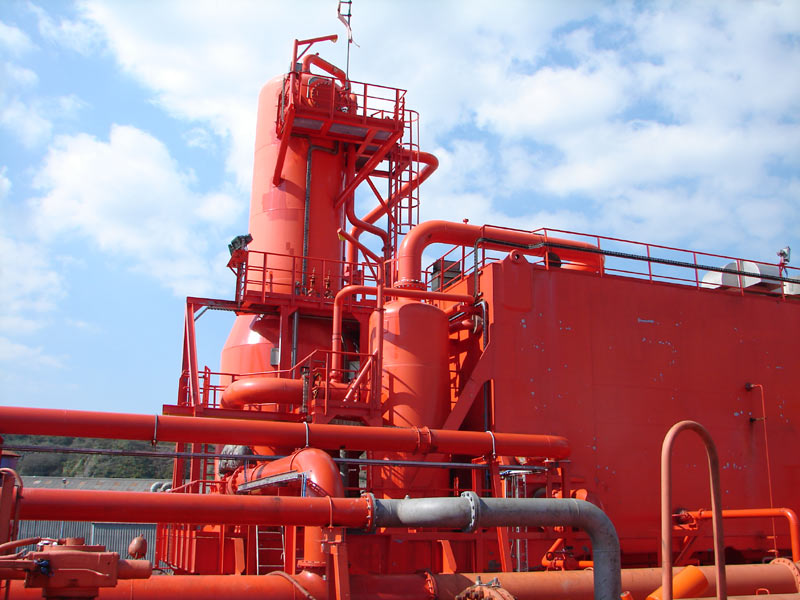
Système de récupération et condensation des composés organiques volatils sur le pétrolier Juanita. Il permet de récupérer jusqu'à 100 tonnes de COV qui autrefois s'échappaient des cuves et polluaient l'air et la mer (photo : avril 2006).

Ces bateaux se sont rendus tristement célèbres non pour leur taille et l'exploit technique de leur construction, mais pour les marées noires associées à leurs avaries.
Les armateurs n'entretenant pas leurs bateaux ne sont pas forcément les plus nombreux, et le taux de pollution maritime imputable aux marées noires reste inférieur à 5 % de la pollution des océans, due en majeure partie aux dégazages sauvages. Par contre leur impact médiatique est en général colossal dans le pays concerné.

## Les plus connus

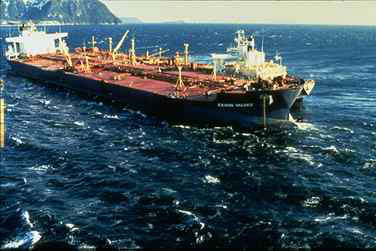
L’Exxon Valdez.

Les plus connus sont malheureusement ceux ayant provoqué une marée noire : l’Exxon Valdez, l’Amoco Cadiz, l’Erika, le Prestige, le Tasman Spirit, le MT Haven.
On peut aussi citer les plus grands pétroliers au monde, qui sont aussi les plus grands navires et les plus grandes structures mobiles jamais construites : le Batillus et ses sister-ships de 1976, et le Seawise Giant.